# Louis Diémer

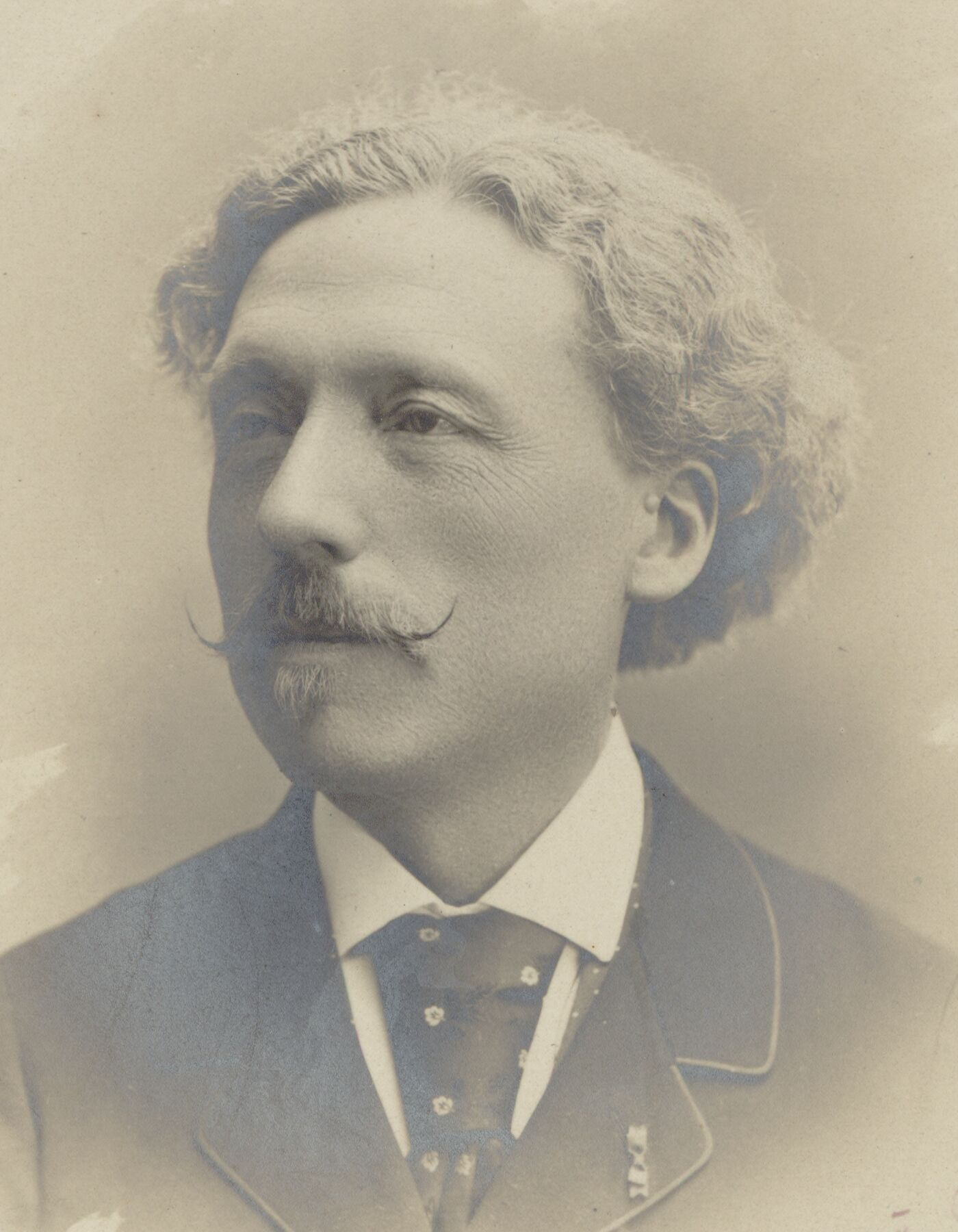
Louis-Joseph Diémer, 1896, Bibliothèque nationale de France.

Louis-Joseph Diémer (Parigi, 14 febbraio 1843 – Parigi, 21 dicembre 1919) è stato un pianista e compositore francese.

## Biografia
Diémer studiò al Conservatoire de Paris, e vinse il premiers prix in pianoforte, armonia e accompagnamento musicale, contrappunto e fuga, e solfeggio, ed il second prix in organo. Studiò con Antoine Marmontel  pianoforte, con Ambroise Thomas composizione e con François Benoist organo.
Egli raggiunse presto una reputazione di virtuoso e fece diverse tournée con il violinista Pablo de Sarasate. Al Conservatorio ebbe come allievi, tra gli altri, Édouard Risler, Alfred Cortot, Lazare Lévy, Alfredo Casella, Gabriel Grovlez, Yves Nat, Marcel Ciampi, e Robert Casadesus.
Diémer fu anche uno dei primi musicisti a farsi promotore dell'impiego degli strumenti musicali storici, tenendo una serie di concerti di clavicembalo all'Exposition Universelle  del 1889 e contribuì alla fondazione della Société des instruments anciens con Marius e Henri Casadesus.
Le opere di Diémer furono numerose e comprendono un concerto per pianoforte ed una notevole quantità di pezzi strumentali, quasi del tutto dimenticati o andati perduti ai nostri giorni.

## Opere dedicate a Diémer
César Franck compose per lui le Symphonic Variations ed Édouard Lalo gli dedicò il suo Concerto per pianoforte in Fa minore.

## Registrazioni

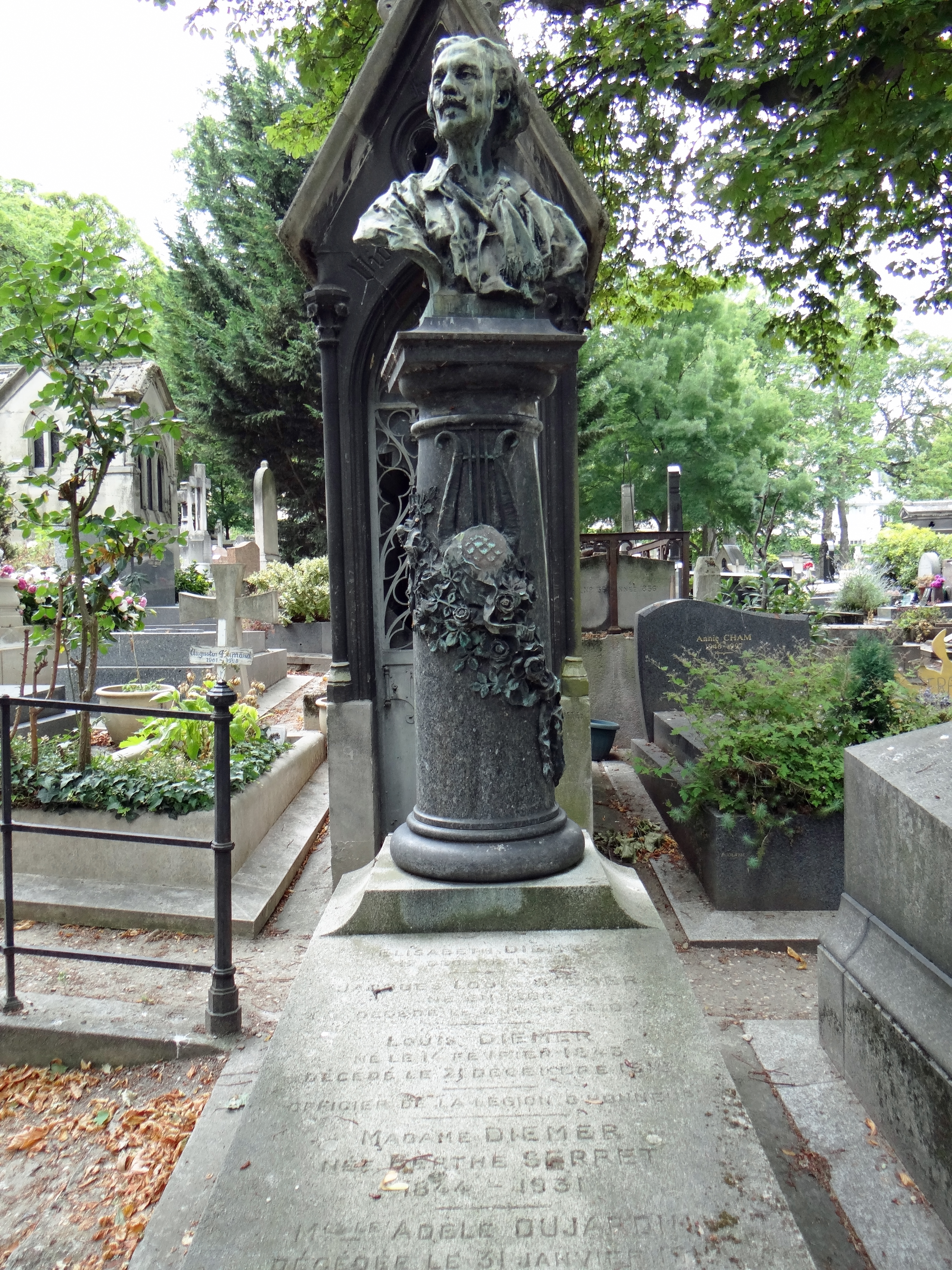
Tomba di Diémer (Cimitero di Montmartre).

Diémer fu anche il primo pianista a registrare pezzi per la riproduzione con il grammofono. Le sue registrazioni, si dice mostrassero il miglior aspetto della scuola pianistica francese del XIX secolo. Chiarezza delle note, tecnica sopraffina, e limpide scale realizzate in pianissimo. La critica disse di Diémer: "il re delle scale e dei trilli." Il suo allievo Lazare Lévy, che divenne un influente esponente nel panorama della musica francese, scrisse di lui: "La strabiliante precisione del suono di Diémer, i suoi leggendari trilli, la sobrietà del suo stile, fanno di lui l'eccellente pianista che noi tutti ammiriamo."